# Gustav Meyer
 Ikke at forveksle med Gustav Meyrink.
Gustav Meyer (født 25. november 1850, død 28. august 1900) var en tysk sprogforsker. 
Meyer, der fra 1881 var professor i Graz, dyrkede den sammenlignende indoeuropæiske sprogforskning og beskæftigede sig særlig med Balkan-halvøens sprog. Et af hans hovedværker er Griechische Grammatik (3. oplag 1896). En række letlæselige populære afhandlinger af Meyer er samlede i Essays und Studien zur Sprachgeschichte und Volkskunde (bind I 1885, bind II 1893). 
En særlig fortjeneste har han af albansk, hvis stilling blandt de beslægtede sprog han har været den første til at fastslå videnskabelig. Hans vigtigste arbejder om albansk er Albanesische Studien III (1892, "Sitzungsberichte der kaiserlichen Akademie der Wissenschaften"), Albanesiche Grammatik (1888) og  Etymologisches Wörterbuch der albanesischen Sprache (1891). 
I 1897 blev Meyer greben af uhelbredelig sindssyge; han døde i en sindssygeanstalt.